# لاست أوف ذا سامر واين
لاست أوف ذا سامر واين (بالإنجليزية: Last of the Summer Wine)‏ هو مسلسل كوميديا موقف تم إنتاجه في المملكة المتحدة. بدأ عرضه في سنة 1973. بلغ عدد حلقاته 295 حلقة، وتبلغ مدة الحلقة الواحدة 30 دقيقة. المسلسل من تأليف روي كلارك. تم بث المسلسل لأول مرة بتاريخ 4 يناير 1973 بينما تم بث آخر حلقة منه بتاريخ 29 أغسطس 2010. من بطولة برايان وايلد وستيفن لويس وآخرين. تم تصويره في مقاطعة غرب يوركشير. تركز القصة على ثلاثة من كبار السن.

## وصلات خارجية
- لاست أوف ذا سامر واين على موقع IMDb (الإنجليزية)
- لاست أوف ذا سامر واين على موقع ميتاكريتيك (الإنجليزية)
- لاست أوف ذا سامر واين على موقع روتن توميتوز (الإنجليزية)
- لاست أوف ذا سامر واين على موقع كينوبويسك (الروسية)
- لاست أوف ذا سامر واين على موقع قاعدة بيانات الفيلم (الإنجليزية)